# Africoelidia referta
Africoelidia referta är en insektsart som beskrevs av Nielson 1982. Africoelidia referta ingår i släktet Africoelidia och familjen dvärgstritar. Inga underarter finns listade i Catalogue of Life.